# 현영원
현영원(玄永源, 1927년 1월 10일 ~ 2006년 11월 24일 서울)은 대한민국의 기업인이다.

## 학력
- 1946년 광주고등보통학교 졸업
- 1950년 서울대학교 영어영문학 학사

### 명예 박사 학위
- 1990년 원광대학교 명예법학 박사
- 1992년 한국해양대학교 명예경제학 박사

## 경력
- 1950년 10월 ~ 1956년 한국은행 도쿄지점 외환계 계장
- 장인 김용주 전남방직그룹 회장의 권유로 1956년부터 1960년까지 신한제분 전무이사, 근해상선 상임감사.
- 1960년 ~ 1964년 대한제철 대표이사 사장
- 1964년 독자적으로 신한해운을 창립하고 1984년까지 신한해운 대표이사 사장을 지냈다. 신한해운은 1984년 해운 합리화 조치로 현대상선에 합병되었다.
- 1968년 남서울로타리크럽 회장
- 1970년 ~ 1982년 한국선주협회 부회장
- 1974년 ~ ? 동아일보 이사
- 1973년 전남방직 이사
- 1974년  ~ ? 광주투자금융 이사
- 1976년 삼양사 비상임감사
- 1976년 유유산업 이사
- 1979년 ~ 1992년 유양해운 회장
- 1980년 학교법인 용문학원 이사장
- 1983년 전국경제인연합회 이사
- 1984년 ~ 1995년 현대상선 대표이사 회장
- 1988년 미국선급협회(ABS) 한국위원회 위원장
- 1994년 제2대 서울대 영문학과 동창회 회장
- 1994년 주한 파나마 명예총영사
- 1996년 ~ 2001년 현대상선 상임고문
- 1999년 학교법인 용문학원 이사장
- 2000년 ~ 2006년 동아일보 비상임이사
- 2000년 제22대 한국선주협회 회장
- 2001년 제23대 한국선주협회 회장(재추대)
- 2001년 ~ 2003년 11월 현대상선 회장
- 2003년 현정은 회장이 현대그룹 회장에 취임한 뒤에는 경영에서 손을 뗐으며 보유지분도 정리해 경영권 승계작업을 사실상 마무리지었다.
- 2006년 11월 24일 서울 구기동 자택에서 숙환으로 인해 별세했다.

## 가계
- 아버지: 현준호(玄俊鎬, 1889년 ~ 1950년): 조선총독부 중추원 참의를 지낸 금융인. 친일의혹. 친일파 708인 명단에 수록.  한국전쟁 중 인민군에 피살.
- 어머니: 신종림(申淙林)
  - 아내: 김문희(金文姬, 1928년 ~): 학교법인 용문학원 학원장
    - 장녀: 현일선(玄逸善)
    - 사위: 유승지(柳承志, 홈텍스타일코리아 회장)[1]
    - 차녀: 현정은(玄貞恩, 1955년 1월 26일 ~ )
    - 사위: 정몽헌(鄭夢憲, 1948년 9월 14일 ~ 2003년 8월 4일, 현대그룹 창업자 정주영의 아들)
    - 삼녀: 현승혜(玄昇惠)
    - 사녀: 현지선(玄知善)

  - 형: 현영익(玄永翊) - 국회 의사과장 역임, 한국전쟁 때 사망하였다. 그의 큰 아들이 현양래 현우실업 대표이다.
  - 형수: 조윤숙
  - 형: 현영직(玄永稙)- 한국전쟁 때 국군 중위로 제주도에서 근무하고 있다가 전방부대에 차출됐다가 포로로 잡혀 억류돼 있다가 스스로 돌에 부딪혀 자살함.
  - 남동생: 현영국(玄永國)- 고우건업 대표
  - 남동생: 현영서(玄永瑞)
  - 남동생: 현영만(玄永晩)
  - 여동생: 현영송(玄永淞)
  - 여동생: 현영애(玄永愛)
  - 여동생: 현영민(玄永敏)

## 인간 관계
1960년대 사업차 만난 정주영 현대그룹 명예회장과 친분을 유지하다 사돈까지 맺어 둘째 딸 현정은 회장과 정몽헌 전 현대그룹 회장이 결혼했다.

## 참고 자료
- "삶과추억" 현영원 현대상선 회장 《중앙일보》
- "명복을 빕니다"현영원 현대상선 전 회장 《동아일보》